# The Far Call
The Far Call (bra A Voz da Terra Mater) é um filme perdido norte-americano de 1929, do gênero drama, dirigido por Allan Dwan e estrelado por Charles Morton e Leila Hyams.
Foi produzido e distribuído pela Fox Film Corporation.

## Elenco
- Charles Morton ... Pat Loring
- Leila Hyams ... Hilda Larsen
- Warner Baxter
- Arthur Stone ... Schmidt
- Warren Hymer ... Soup Brophy
- Dan Wolheim ... Black O'Neil

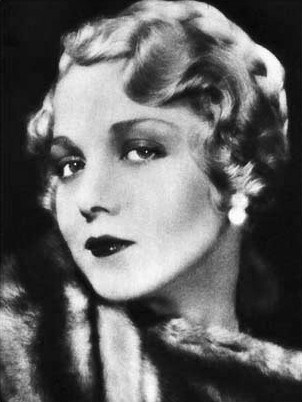
Leila Hyams

- Tiny Sandford ... Capitão Storkerson
- Ullrich Haupt ... London Nick
- Charles B. Middleton ... Kris Larsen
- Pat Hartigan ... Lars Johannson
- Charles Gorman ... Haycox
- Ivan Linow ... Red Dunkirk
- Harry Gripp ... Pete
- Sam Baker ... Tubal
- Bernard Siegel ... Aleut Chief